# Зоран Милутиновић (професор)
Зоран Милутиновић јесте српско-британски универзитетски професор, књижевни историчар, теоретичар, критичар и академик.

## Биографија
Професор је јужнословенске књижевности и модерне књижевности теорије на Универзитетском колеџу Лондон (UCL). Предавао је на Универзитету у Београду и био гостујућу професор на факултетима у САД и Немачкој.
Милутиновић је члан европске академије наука Academia Europea.
Коуредник је серије књига Balkan Studies Library.
Учествовао је у полемикама на тему дела Иве Андрића и његовог књижевног третмана босанских Муслимана.

## Дела
Књиге
- Носно-синусна полипоза, коаутор[4]
- Негативна и позитивна поетика, 1992.
- Метатеатралност. Иманентна поетика у драми двадесетог века, 1994.
- Клинички атлас поремећаја гласа[5]
- Сусрет на трећем месту, 2006.[6]
- Getting Over Europe. The Construction of Europe in Serbian Culture, 2011.
- Битка за прошлост, 2018.[7]
- The Rebirth of Area Studies, 2020 (приређивач).
- Фантом у библиотеци, 2022.[8]